# Comarca de la Sierra de Tramontana
La Sierra de Tramontana (en catalán Serra de Tramuntana) es una comarca española situada en la parte noroccidental de la isla de Mallorca, en la comunidad autónoma de las Islas Baleares. Este territorio engloba la totalidad de la Sierra de Tramontana y se encuentra a las orillas del mar Mediterráneo, que configura su espacio al sur, oeste y norte. Limita con Palma al sureste y el Raiguer al este.
Está formada por trece municipios, de los cuales el más poblado es Calviá, y el más extenso Pollensa; por el contrario, el municipio con menor número de habitantes es Escorca, y el de menor superficie Estellenchs. Su capital tradicional e histórica es la villa de Sóller.
Como el resto de las comarcas baleares, sólo está reconocida a nivel geográfico, pero no a nivel político. Desde 1987 existe una entidad llamada Mancomunidad de la Sierra de Tramontana que agrupa a la mayoría de municipios de la comarca —todos menos Andrach, Calviá, Fornaluch y Pollensa—. Fue creada para hacer posible la implantación de algunos servicios públicos que de manera individual no podían asumirse.

## Municipios
La comarca está conformada por los siguientes municipios:
|             | Municipio   | Superficie | Población (2022) | Densidad | Ayto. (2022) | Pedanías |
| ----------- | ----------- | ---------- | ---------------- | -------- | ------------ | --- |
| Andrach     | Andrach     | 81,46      | 11.735           | 144,06   | PP           | s'Arracó, Camp de Mar (es Camp de Mar), Puerto de Andrach (Port d'Andratx) y San Telmo (Sant Elm) |
| Bañalbufar  | Bañalbufar  | 18,06      | 566              | 31,34    | EL PI        | Puerto del Canonge (es Port d'es Canonge) y Son Coll |
| Buñola      | Buñola      | 84,70      | 7.121            | 84,07    | EOB          | Baix d'es Puig, sa Coma, sa Fonts Seca, Orient y Palmañola (Palmanyola) |
| Calviá      | Calviá      | 145,02     | 52.458           | 361,73   | PSOE         | Bahía de Palma (Badia de Palma), Bendinat (Castell de Bendinat), Capdellá (es Capdellà), Cas Català-Ses Illetes, Costa d'en Blanes, Costa de la Calma, Galatzó, Magaluf, Palmanova, Peguera, La Porraza (sa Porrassa), Portals Nous, Portals Vells, Santa Ponsa (Santa Ponça), Sol de Mallorca, Son Ferrer y El Toro |
| Deyá        | Deyá        | 15,21      | 674              | 44,31    | DEIÀ         | Cala Deyá (sa Cala), ses Coves, La Empeltada (s'Empeltada), Lluch Alcari (Lluc Alcari) y Son Coll |
| Escorca     | Escorca     | 139,39     | 187              | 1,34     | PP           | Cala Tuent, Lluch (Lluc) y Puerto de la Calobra (Port de sa Calobra) |
| Esporlas    | Esporlas    | 35,29      | 5.182            | 146,84   | MÉS-APIB     | Igleeta (s'Esgleieta) |
| Estellenchs | Estellenchs | 13,44      | 336              | 25       | PP           | |
| Fornaluch   | Fornaluch   | 19,49      | 710              | 36,43    | IF           | |
| Pollensa    | Pollensa    | 151,65     | 17.126           | 112,93   | UMP          | Aeródromo Militar (Aeròdrom Militar), Bell Resguard, Cala San Vicente (Cala Sant Vicenç), Ca'n Cigala (Can Singala), Habitat, La Font, Las Palmeras, Puerto de Pollensa (Port de Pollença) y El Vilar |
| Puigpuñent  | Puigpuñent  | 42,31      | 2.075            | 49,04    | PSOE         | Galilea y Son Serralta |
| Sóller      | Sóller      | 42,80      | 13.454           | 314,35   | PP           | Biniaraix, l'Horta y Puerto de Sóller (es Port) |
| Valdemosa   | Valdemosa   | 42,93      | 2.085            | 48,57    | GIV          | El Archiduque (s'Archiduc), El Nogueral (es Nogueral), Puerto de Valdemosa (es Port), Son Ferrandell y Son Masellas (Son Maxella) |
|             | TOTAL       | 831,75     | 113.709          | 136,71   |              | |